# انتخابات مجالس المحافظات العراقية 2005
أجريت انتخابات مجالس المحافظات في العراق في 30 يناير 2005، وهو نفس اليوم الذي أجريت فيه انتخابات الجمعية الوطنية العراقية الانتقالية. تتكون كل محافظة من مجلس مكون من 41 عضوا، باستثناء بغداد التي يتكون مجلسها من 51 عضوا.

## النتائج

### النتائج الوطنية
| حزب            | حزب                            | إجمالي المقاعد | زعيم الحزب            |
| -------------- | ------------------------------ | -------------- | --------------------- |
|                | المجلس الأعلى الإسلامي العراقي | 195            | عبد العزيز الحكيم     |
|                | الحزب الديمقراطي الكردستاني    | 91             | مسعود بارزاني         |
|                | الاتحاد الوطني الكردستاني      | 80             | جلال طالباني          |
|                | التيار الصدري                  | 60             | مقتدى الصدر           |
|                | حزب الفضيلة الإسلامي           | 49             | عبد الرحيم الحسيني    |
|                | الحزب الإسلامي العراقي         | 45             | طارق الهاشمي          |
|                | حزب الدعوة الإسلامية           | 42             | إبراهيم الجعفري       |
|                | الوفاق الوطني العراقي          | 18             | إياد علاوي            |
|                | الاتحاد الإسلامي الكردستاني    | 10             | صلاح الدين بهاء الدين |
|                | كتلة المصالحة والتحرير         | 10             | مشعان الجبوري         |
|                | الحزب الشيوعي العراقي          | 8              | حميد مجيد موسى        |
|                | المجموعة الجمهورية العراقية    | 7              |                       |
| الأطراف الأخرى | الأطراف الأخرى                 | 133            | -                     |
| المجموع        | المجموع                        | 748            | -                     |

### المحافظون
| المحافظة   | المحافظ                  | الحزب                          |
| ---------- | ------------------------ | ------------------------------ |
| الأنبار    | مأمون سامي رشيد العلواني | الحزب الإسلامي العراقي         |
| أربيل      | نوزاد هادي مولود         | الحزب الديمقراطي الكردستاني    |
| بابل       | سالم المسلماوي           | المجلس الأعلى الإسلامي العراقي |
| بغداد      | حسين الطحان              | المجلس الأعلى الإسلامي العراقي |
| البصرة     | محمد الوائلي             | الفضيلة                        |
| دهوك       | تمار رمضان               | الحزب الديمقراطي الكردستاني    |
| ذي قار     | عزيز كاظم علوان          | المجلس الأعلى الإسلامي العراقي |
| ديالى      | حميد الملا التميمي       | بدر                            |
| كربلاء     | عقيل الخزعلي             | المجلس الأعلى الإسلامي العراقي |
| كركوك      | عبد الرحمن مصطفى         | الاتحاد الوطني الكردستاني      |
| ميسان      | عادل مهودر راضي          | التيار الصدري                  |
| المثنى     | محمد علي حسن عباس الحسني | المجلس الأعلى الإسلامي العراقي |
| النجف      | أسعد أبو كلل الطائي      | المجلس الأعلى الإسلامي العراقي |
| نينوى      | أسامة يوسف كشمولة        | مستقل                          |
| القادسية   | خليل جليل حمزة           | المجلس الأعلى الإسلامي العراقي |
| صلاح الدين | حامد حمود شكيط القيسي    | غير معروف                      |
| السليمانية | دانا أحمد مجيد           | الاتحاد الوطني الكردستاني      |
| واسط       | لطيف حميد طرفة           | التيار الصدري                  |